# Unión Femenina Guatemalteca Pro-ciudadanía
Unión Femenina Guatemalteca Pro-ciudadanía (engelska: Guatemalan Feminine Pro-Citizenship Union) var en kvinnoförening i Guatemala, grundad 1944. Den var vid sidan av Gabriela Mistral Society en av de mest betydande kvinnoföreningar som verkade för införande av rösträtt för kvinnor i Guatemala. 
Frågan om rösträtt för kvinnor drevs initialt av arbetarrörelsen i Guatemala.  År 1920 enades Guatemala, El Salvador och Honduras i den Centralamerikanska Federationen, vars konstitution godkände villkorlig rösträtt för kvinnor 9 september 1921; men denna kunde inte införas, då den Centralamerikanska Federationen därefter upphörde och dess konstitution därmed inte var giltig.
Föreningen grundades 1944 av landets första kvinnliga advokat Graciela Quan, som också blev dess ordförande. Den drev en intensiv kampanj för kvinnors rätt att rösta. Feministerna medverkade även aktivt i kampen mot den högerdiktator som slutligen störtades 1945, då han efterträddes av en revolutionär vänsterregering. Juan José Arévalos revolutionära regering uppfyllde föreningens krav och gav kvinnor rösträtt, men dock endast för litterata kvinnor; allmän rösträtt för kvinnor infördes först 1965, vilket var sist i Latinamerika. 